# Eleutherodactylus pipilans
Eleutherodactylus pipilans är en groddjursart som först beskrevs av Taylor 1940.  Eleutherodactylus pipilans ingår i släktet Eleutherodactylus och familjen Eleutherodactylidae. IUCN kategoriserar arten globalt som livskraftig. Inga underarter finns listade i Catalogue of Life.